# Dvorište (Golubac)
Pour les articles homonymes, voir Dvorište.
Dvorište (en serbe cyrillique : Двориште) est un village de Serbie situé dans la municipalité de Golubac, district de Braničevo. Au recensement de 2011, il comptait 240 habitants.

## Démographie

### Évolution historique de la population
| 1948 | 1953 | 1961 | 1971 | 1981 | 1991 | 2002 | 2011 |
| ---- | ---- | ---- | ---- | ---- | ---- | ---- | ---- |
| 725  | 747  | 727  | 679  | 590  | 532  | 305  | 240  |

|  |